# Rottalmoos
Das Rottalmoos ist ein Hochmoor in der niederösterreichischen Stadtgemeinde Litschau. 
Das früher unter anderem von der Glashütte Galthof zum Stechen verwendete Hochmoor ist seit 1999 ein Naturschutzgebiet. Es liegt im Gebiet der Katastralgemeinde Schönau bei Litschau auf rund 542 Meter Seehöhe und erstreckt sich über eine Fläche von 10,86 Hektar. Im Rottalmoos wachsen mehrere laut Roter Liste gefährdete Pflanzen, darunter der zu den Heidekrautgewächsen gehörende Sumpfporst. Zur Tierwelt zählen Raufuß- und Sperlingskäuze sowie Nadelholz-Säbelschrecken, Waldeidechsen, Zitronenfalter und mehrere Libellenarten. Nahrungsgäste sind Schwarzspechte, Schwarzstörche, Uhus und Waldohreulen.
Das Rottalmoos ist außerdem Teil des rund 13.000 Hektar großen Ramsar-Schutzgebiets Waldviertler Teich-, Moor- und Flusslandschaft im Einzugsgebiet der Lainsitz.